# Carlos Orlandelli
Carlos Alberto Orlandelli Medina (Junín, 23 de septiembre de 1918-desconocido) fue un futbolista y entrenador argentino que se desempeñaba como delantero. Desarrolló la mayoría de su carrera profesional en Magallanes de Chile.

## Trayectoria
Comenzó en el fútbol en las divisiones inferiores de Platense. Debutó en el primer equipo en 1937, y formó junto a Raimundo Orsi. En 1940 Santiago Wanderers realizó una gira por durante varios meses por la costa del Pacífico, por lo que se reforzó con varios jugadores argentinos para el viaje. Entre ellos estaban Orlandelli, Pedro de Blasi y Teodoro Contreras, que luego de la gira pasaron a formar parte de Magallanes.
En Magallanes estuvo ocho temporadas, hasta que en 1950 fichó por Emelec de Guayaquil, donde actuó como jugador-entrenador.
Continuó su carrera como entrenador en varios clubes chilenos.

## Clubes

### Como jugador
| Club               | País      | Año       |
| ------------------ | --------- | --------- |
| Platense           | Argentina | 1937-1939 |
| Santiago Wanderers | Chile     | 1940-1941 |
| Magallanes         | Chile     | 1941-1949 |
| Emelec             | Ecuador   | 1950      |

### Como entrenador
| Club                | País    | Año       |
| ------------------- | ------- | --------- |
| Emelec              | Ecuador | 1950      |
| Magallanes          | Chile   | 1954      |
| San Luis            | Chile   | 1956      |
| Magallanes          | Chile   | 1959      |
| O'Higgins           | Chile   | 1960-1961 |
| Universidad Técnica | Chile   | 1962      |
| Deportes Concepción | Chile   | 1966      |